# Elaphandra lehmannii
Elaphandra lehmannii là một loài thực vật có hoa trong họ Cúc. Loài này được (Hieron.) Pruski mô tả khoa học đầu tiên năm 1996.